# 新潟南警察署
新潟南警察署（にいがたみなみけいさつしょ）は、新潟県警察が管轄する警察署の一つである。

## 管轄区域
- 新潟市南区全域

## 所在地
- 新潟県新潟市南区能登2丁目1-25

## 沿革
- 1872年（明治5年） - 白根屯所として発足
- 1951年（昭和26年）10月1日 - 自治体警察白根町警察署を廃止し、国家地方警察へ移管。
- 1954年（昭和29年） -  警察法改正により、新潟県警白根警察署となる
- 1975年（昭和50年） - 現庁舎が完成
- 2007年（平成19年）4月1日 - 新潟市の政令指定都市移行に伴い、新潟南警察署に改称。これに伴い、以前の新潟南警察署は江南警察署（こうなんけいさつしょ）に改称された

## 組織
- 警務課
- 会計課
- 生活安全課
- 地域課
- 刑事課
- 交通課
- 警備課

## 交番
- 白根中央交番（新潟市南区戸頭1329-5） - 2023年1月 署所在地交番・平潟新田駐在所・臼井駐在所を統合して開所

## 駐在所
- 新飯田駐在所（新潟市南区新飯田970）
- 庄瀬駐在所（新潟市南区庄瀬6490）
- 月潟駐在所（新潟市南区大別當2668-3）
- 味方駐在所（新潟市南区味方71-12）
- 山崎興野駐在所（新潟市南区新山崎町3丁目2349-5）
- 大鷲駐在所（新潟市南区東笠巻1237-1）
- 大通駐在所（新潟市南区大通南1丁目157-2）

### 廃止された駐在所
- 平潟新田駐在所（新潟市南区平潟新田162） - 2023年1月 白根中央交番に統合
- 臼井駐在所（新潟市南区臼井1384-1） - 2023年1月 白根中央交番に統合